# Patrinia rupestris
Patrinia rupestris är en kaprifolväxtart som först beskrevs av Pall., och fick sitt nu gällande namn av Antoine Laurent de Jussieu. Patrinia rupestris ingår i släktet Patrinia och familjen kaprifolväxter. Inga underarter finns listade i Catalogue of Life.